# مختار بن موسی
مختار بن موسی (انگلیسی: Mokhtar Benmoussa؛ زادهٔ ۱۱ اوت ۱۹۸۶) بازیکن فوتبال اهل الجزایر است.
از باشگاه‌هایی که در آن بازی کرده‌است می‌توان به باشگاه فوتبال وفاق سطیف، باشگاه فوتبال اتحاد الجزایر، و باشگاه فوتبال بارادو اشاره کرد.
وی همچنین در تیم‌های ملی فوتبال زیر ۲۳ سال الجزایر و الجزایر بازی کرده‌است.